# Campo Alegre de Goiás
Campo Alegre de Goiás es un municipio brasileño del estado de Goiás. Su población estimada en 2004 era de 4.528 habitantes y el área ocupada de cerca de 2.463 kilómetros cuadrados.